# Le Monde de Nemo (jeu vidéo)
Le Monde de Nemo est un jeu vidéo d'aventure sorti en 2003 et fonctionne sur Game Boy Advance, GameCube, Mac OS, PlayStation 2, Windows et Xbox. Le jeu a été développé par Traveller's Tales, Vicarious Visions et KnowWonder selon les versions et édité par THQ et Disney Interactive. Il est basé sur le film d'animation Le Monde de Nemo de Pixar.

## Voix originales
- Jess Harnell : Marin, Bruce
- Ellen DeGeneres : Dory
- Alexander Gould : Nemo
- Willem Dafoe : Gill
- Brad Garrett : Boule
- Allison Janney : Astride
- Austin Pendleton : Gargouille
- Bob Peterson : Monsieur Raie
- Joe Ranft : Jacques
- Vicki Lewis : Deb, Flo
- Stephen Root : Bubbles
- Andrew Stanton : Crush
- Jordan Ranft : Ted
- Erica Beck : Perle
- Erik Per Sullivan : Sheldon

## Voix françaises
- Daniel Lafourcade : Marin
- Patrick Poivey : Crush
- Med Hondo : Boule
- Jean-Claude Donda : Jacques la crevette et des poissons dans le filet
- Céline Monsarrat : Dory
- Richard Darbois : Bruce
- Dominique Collignon-Maurin : Gill

## Accueil
- Jeuxvideo.com : 7/20[1] - 7/20 (PC)[2] - 9/20 (GBA)[3]